# Otis Spann
Pour les articles homonymes, voir Spann.
Otis Spann (né à Jackson, ou à Belzoni (Mississippi), le 21 mars 1930 et décédé à Chicago (Illinois), le 24 avril 1970) est un pianiste, chanteur de blues américain. Il intègre le Blues Hall of Fame en 1980 et est le premier pianiste à y être admis. 

## Biographie
Otis Spann apprend le piano dès l'âge de 8 ans avec le pianiste local Friday Ford.  Ses débuts sont peu connus, Otis donnant des versions contradictoires d'un interview à l'autre.
En 1952 il est engagé comme pianiste par son demi-frère[réf. nécessaire] Muddy Waters qu'il suit jusqu'en 1960. Il enregistre également avec d'autres musiciens comme Bo Diddley, Sonny Boy Williamson II, Howlin' Wolf, Jimmy Rogers et Little Walter.
Il finit par former son propre groupe. À la fin des années 1960, il apparaît dans des enregistrements avec Buddy Guy, Peter Green et Fleetwood Mac. Son seul succès commercial est Hungry country girl, dédié à sa femme, la chanteuse Lucille Spann, et enregistré avec Fleetwood Mac.
Il existe plusieurs extraits de concerts filmés où il apparaît comme le DVD du Newport Folk Festival de 1960 et celui de l'American Folk Blues Festival (1963) et The Blues Masters (1966).
Il meurt à Chicago  en 1970 des suites d'un cancer du foie.

## Discographie
- 1960 - Otis Spann Is The Blues
- 1963 - The Blues Is Where It's At
- 1964 - The Blues Never Die![5]
- 1966 - Chicago/The Blues/Today! vol.1
- 1968 - The Bottom of the Blues
- 1969 - Cracked Spanner Head
- 1969 - The Biggest Thing Since Colossus
- 1969 - Super Black Blues, avec T-Bone Walker et Big Joe Turner
- 1970 - Cryin' Time (enregistré en 1968)
- 1972 - Walking The Blues (enregistré en 1960)
- 2000 - Last Call: Live at Boston Tea Party (enregistré le 2 avril 1970)
- 2019 - Otis Spann In Session - Diary of a Chicago Bluesman 1953-1960